# Dunino (Pologne)
Pour les articles homonymes, voir Dunino.
Dunino est une localité polonaise de la gmina de Krotoszyce, située dans le powiat de Legnica en voïvodie de Basse-Silésie.